# スターオーシャン セカンドストーリー
『スターオーシャン セカンドストーリー』（STAR OCEAN THE SECOND STORY）は、エニックス（現スクウェア・エニックス）が1998年7月30日に発売したPlayStation用ゲームソフト。スターオーシャンシリーズのメインタイトル第2作目。略称は「SO2」。直接の続編として『スターオーシャン ブルースフィア』がある。
本作は発売以後、リメイク版や翻案作品が制作された（#他機種版、#関連作品）。

## ストーリー
未開惑星ロークの異変、および惑星ファーゲットでの戦い（前作の事件）から20年後の西暦2452年（宇宙歴366年）。
クロード編プロローグ
地球連邦軍の少尉であるクロードは、父親であり20年前の戦いの英雄でもあるロニキスと一緒に惑星ミロキニアへ調査に来ていた。偉大な父に関することで我の強いクロードは、父の忠告にも耳を貸さず未知の機械に触れ、見知らぬ場所へと飛ばされる。未開惑星の森であることを確認し、辺りを調べようと歩き出すと、一人の少女が魔物に襲われようとしている場面に遭遇する。何とか魔物を撃退するが、クロードは連邦軍の銃「フェイズガン」を抜いて戦ったことで、少女・レナに伝説の勇者と勘違いされてしまった。レナに招待されたクロードは、誘われるまま彼女の住む村・アーリアへと向かう。
レナ編プロローグ
未開惑星エクスペルは「ソーサリーグローブ」と呼ばれる隕石が落下して以来、魔物の増加や自然災害に見舞われており、人々はおとぎ話で語られる「光の勇者」の到来を願っていた。辺境の村アーリアに住むレナは他の誰も使えない癒しの力を秘めており、自分が何者なのかを知りたがっていた。ある日、いつものように村の近くの「神護の森」へ出かけたレナは魔物に襲われるが、通りかかった少年に助けられた。その少年は手から光のようなものを放っていた。その少年こそが「光の勇者様」に違いないと思ったレナは、その少年・クロードを村に招き入れた。
本編
アーリア村に招き入れられたクロードはレナの家で歓迎を受けるが、自分が勇者と思われていると知ったことでそれを否定する。レナはショックを受けつつも、元の居場所に帰るべく旅立つクロードを見送る。しかしその直後、豹変した幼馴染・アレンによってレナは誘拐され、それを知ったクロードはレナを救出するべくアレンの屋敷に乗り込んでいく。アレンは謎の石によって正気を失っており、怪物へと変貌するものの、石が砕けた事で元に戻った。レナを救出したクロードは父の元へ帰る手掛かりを求め、この世界で唯一宇宙と関係があるソーサリーグローブを調査するべく旅立つ。そしてレナも、本当の親を探して自分が何者なのかを知るためにその旅へと同行するのだった。
旅を経て様々な出会いを経験し、仲間も増えたクロードとレナはいよいよソーサリーグローブのあるエル大陸へと向かう事になるも、ソーサリーグローブで発生した魔物達はエル大陸を滅ぼして他大陸への侵攻を始めていた。ラクール王国の技術を結集した兵器「ラクールホープ」の建造にたまたま関わったクロード達は、そのままラクール軍と共にエル大陸を目指すが、魔物は航宙艦の電磁シールドでラクールホープを弾き、ラクール軍の船を全滅させる。辛くも生き延びたクロード達はエル大陸に辿り着き、異変の元凶たるソーサリーグローブを破壊するべくエルリアタワーへと向かった。その途中、クロードは父の戦艦カルナスへと転送される。ロニキス曰く、エクスペルは間もなく高エネルギーと衝突して消滅すると言う。それを知ったクロードは、全て覚悟の上で仲間の元へ戻る。そしてエルリアタワー最上階でソーサリーグローブと対面するが、そこに居たのは10人の謎の男達だった。彼らは癒しの力を持つレナを「ネーデ人」と呼んだ。しかしそれから間もなくエクスペルは消滅し、クロード達は男達の転移に巻き込まれて見知らぬ地へと飛ばされる。そこで彼らを出迎えたナールという人物は、ここがエネルギー体の内部「エナジーネーデ」だと語った。
37億年の昔、惑星ネーデは銀河に比肩するものが無いほどに発達した文明を持っていたが、「神の十賢者」を名乗る者達によって平和を脅かされていた。激しい戦いの末に十賢者を封印したもののネーデ人は発達し過ぎた自分達の科学力を恐れ、外界との接触を断つべくこのエナジーネーデに移住し、永き時を過ごしてきたと言う。エルリアで出会った男達こそが十賢者だった。封印から逃れて再び現れた十賢者に対し、ナールはネーデとは異質な力を持つクロード達だけが対抗できると語り、彼らを倒すことを懇願した。それを承諾したクロード達はナールの指示に従って様々な地域を巡り、力を得る。同時にエクスペル消滅を知って絶望するレナ達だったが、十賢者さえ倒せばネーデの技術による時空転移でエクスペルを蘇らせることが可能と知り、戦う決意を新たにする。しかし十賢者の本拠地・フィーナルへと乗り込むや否や、彼らの防護フィールドの前になすすべも無く敗れ、しかも十賢者は見せしめとしてカルナスを撃沈してしまった。
防衛軍隊長マリアナの犠牲によって撤退したクロード達は、十賢者の防護フィールドを破る方法を求めて7億年前に壊滅した紋章兵器研究所へと向かう。そこでレナが所長の娘であった事と、研究中だった時空転移シールドと爆発のエネルギーによって奇跡的に時を超えてエクスペルに流れ着いていた事を知る。その後、研究所から持ち帰ったデータと技術者ミラージュの協力で防護フィールドを破る反物質武器を開発し、襲撃してきた3人の十賢者を撃破する。残る7人を倒すべく、クロード達は再びフィーナルへと乗り込んだ。待ち受けた十賢者を倒し、最上階でリーダーのガブリエルと対峙する。ガブリエルは倒したものの全宇宙を崩壊させる「崩壊紋章」が起動してしまうが、ナールがレナに持たせていた「結界紋章」によって阻止される。しかし結界紋章はエネルギーを逸らす事しか出来ず、宇宙崩壊のエネルギーはエナジーネーデへと向かっていた。元よりナールはネーデの長過ぎる歴史に終止符を打つつもりだったのだ。クロード達はナールによって退避させられ、エナジーネーデの消滅と共にエクスペルが消滅前の時間から転送されてくる。クロードとレナ、仲間達は蘇ったエクスペルへと帰還するのだった。

## システム
ダブルヒーローシステム
主人公の二人をプレイヤーが選択した際にどちらかの視点で遊ぶことができるようになっている。ストーリーは同じだが、それぞれのルートで発生するイベントや仲間との関係などが変化する。
戦闘
イベント以外の戦闘はランダムエンカウントで発生する。戦闘は『SO1』の形式を受け継ぎ、自由に動ける奥行きをもった擬似3Dのフィールドで2Dのキャラクター同士によって展開される。味方の戦闘参加は4人まで、そのうち1人をプレイヤーが操作する。
戦闘においてパーティキャラクターは戦士と術士の2つのタイプに分かれる。戦士は通常攻撃のほかにMPを消費して使用する必殺技を2つまでセットでき、戦闘中ボタン1つで発動できる。術士は必殺技は使えないがコマンドを選択して紋章術（魔法）を使用できる。必殺技・紋章術には熟練度というパラメーターがあり、使用するごとに加算されていく（設定されていない技もある）。数値は最大999までとなっており、熟練度が増えるにつれて威力が増したり、一定の数値に達すると弾数や攻撃の回数が増える・成功確率が増す・エフェクトが派手になるなどの変化がある。また、PS版のみ紋章術の種類と発動のタイミングが合えば、術が別の術を吸収し、威力を増す事がある。
HPが0になるとそのキャラクターは戦闘不能となり、味方全員が戦闘不能または石化、麻痺の状態異常、または敵に飲み込まれるとゲームオーバーになる。戦闘不能になった際、戦闘に参加している味方に感情度が高いキャラクターがいるとそのキャラクターが「怒り状態」となることがある。この間は敵に与えるダメージが2倍になる。戦闘スキルのスキルレベルを上げていた場合、戦闘中にスキルレベルに応じた確率で戦闘スキルが発動する。また、戦闘不能になったキャラクターを復活させる紋章術「レイズデッド」を使用すると戦闘不能になったキャラクターの意識体（心）、魂（天使）が元の肉体（本体）に戻り、融合するという演出が挿入される。
プライベートアクション（PA）
シリーズの特徴である「プライベートアクション（PA）」は前作を強化した形で本作にも採用されている。フィールドマップから町に入る際に□ボタンを押すことによってPAが発生し、パーティーは一時解散してそれぞれ町の中で個人行動を行なうことになる。1回のPAは町から出るまで続き、その間は町の中にいる仲間たちと会話することができる。
また、各町ごとにイベントを伴った特殊なPAがいくつか用意されており、単にPAといった場合にはこちらを指すことが多い。このようなPAは主人公、仲間、所持金、ストーリーの進展状況などが発生の条件となっているものもあり、一度のプレイで全てのPAを見ることはできない。PAの中身はアイテムの入手、敵との戦闘、新たな仲間の参加など多岐にわたり、別のPAの発生条件となっている長編物のPAもある。こうした目に見える結果以外に多くのPAでは仲間への思いを表した「感情度」の変動が伴う。
感情度は仲間同士の思いを数値化したもので、感情度とは別に同姓なら友情度・異性なら愛情度の2つがある。全てのキャラクターが他の全ての仲間に対して両方の数値を持っており、この数値はエンディングなどに影響を与える。ただし、感情度は隠されていて他のステータスのようにプレイヤーが直接その数値を知ることはできない（特定の場所では異性の愛情度をある程度予測できる）。
なお、感情度は前述のPA以外では特定敵との戦闘、一部のアイテムの使用などで変動する。双方の友情（愛情）が高いとペアエンドとなる。ペアエンドは全員の組み合わせで用意されているので、全てのエンディングを見るにはそれ相応の根気とコツが必要になる。また、キャラクターがかぶっていて感情度が同じ場合は友情度（愛情度）で決まる。それも同じ場合は、キャラクターごとに用意されている優先順位で決まる。
スキル
キャラクターはレベルアップだけでなく「スキルレベル（SLV）」によってもステータスを上昇させることができる。本作のスキルシステムは『SO1』に類似して、全46個のスキルに「スキルポイント（SP）」を振り分け、それぞれのスキルのレベルを上昇させていく。SLVは全てのスキルに10段階設定されていて、STR+SLV*20などのステータス上昇が設定されているものもある。SPは各キャラクターごとにレベルアップ時に獲得し、一度振り分けたSPを他のスキルに分けなおすことはできない。なお、SPが上限である999を超えた場合は切り捨てられる。獲得SPはランダムで数値が変化するため、場合によってはすべてのスキルを習得しきれなくなることもある。いくつかのスキルのレベルを上げることで様々な「特技」を習得することができる。また、各キャラクターに「タレント」が設定されていて、新しいタレントを開花させるとSPを100獲得することも可能。
アイテムクリエーション（IC）
スキルによって習得できる特技のうち、新たなアイテムを生み出すことのできる特技を「アイテムクリエーション（IC）」と呼ぶ。ICはスターオーシャンシリーズの特徴の一つであり、本作の魅力の一つとなっている。
ボイスコレクション
前作のサウンドテストから独立した「ボイスコレクション（VC）」として、戦闘中の音声コレクション（やり込み）に変更されている。ゲーム機に挿入されているメモリーカードに存在する全てのセーブデータが対象で、各データで一度でも聞いた戦闘ボイスを再生することができる。VCで扱われるボイスは全部で1279個だが、ゲーム中で使われていないものもあるため全て集めることはできない。
本作ではコレクションに見返りが存在し、全体の50%を集めることで新規で始める際に上級の難易度の選択が可能になり、70%ではBGMを聴くことができるサウンドモードが選択できるようになり、95%以上で絵が変わるが、PS版で95%以上にするのはバグなどの関係で不可能となっている。

## 登場人物
担当声優はオリジナル版 / 『Second Evolution』（SE） / テレビアニメ版の順に表記。それ以外のものは別途表記。

### プレイヤーキャラクター
名称はいずれもデフォルト名であり、変更可能。
主人公はクロードとレナのどちらかを選ぶ。その他のキャラクターは10人（SE、SO2Rでは11人）の中から6人を選び、仲間にする事が出来る。主人公の違いや特定の手段などでしか仲間にする事が出来ない場合もある。
クロード・C・ケニー
声 - 上田祐司（現・うえだゆうじ） / 浪川大輔 / 結城比呂、若林直美（幼少期）
種族 - 地球人
武器 - 片手剣
男性 / 生年月日 - 宇宙歴347年1月23日 / 身長 - 175cm / 体重 - 68kg
本作の男性主人公。銀河連邦軍の少尉である少年。19歳。『SO1』の人物であるロニキスの息子。父親のことは尊敬しているが、周りから英雄の息子としか見られないため、コンプレックスになっている。惑星ミロキニアの調査中に事故でエクスペルに飛ばされ、レナと出会う事になる。「光の勇者様」と間違えられて否定するも、父達の元へ帰る手掛かりを求めてソーサリー・グローブの調査に旅立つ。当初は父達の元への帰還を目的にしていたが、仲間達と冒険を共にする内にそこが自分の居場所と認識するようになる。実際は勇者でも何でも無い地球人なのだが、冒険を経て成長し、最終的には十賢者から宇宙を救う「光の勇者」となる（戦闘中の「挑発」でも自分を光の勇者という事がある）。漫画版（SOSE）でも仲間達から、十賢者を止めるきっかけになったクロードは「本当の光の勇者だったのかも」と言われている。
ストーリーの冒頭に父のロニキスから護身用としてフェイズガンを渡される。必殺技として使用可能だが、序盤で使用不能となる。通常攻撃は横薙ぎに切り払う。SO2SEまでは振る速度が遅く、反撃を受けやすかったが、SO2Rでは格段に速くなり使いやすくなった。必殺技は剣技と母親譲りの体術と気功術で、一対一から大多数をまとめて攻撃できるものまで全て揃っており、特に中距離で威力を発揮する。昔「ラティ（前作の主人公に由来）」という名前の犬を飼っていた。戦闘終了時には母親同様に点数を付ける癖がある。
本編では彼の母親については明確に語られない（彼のソロエンドでも姿は見えない）が、『SOBS』で母親がイリアであることが判明する。
一人称は「僕」だが、モノローグでは「俺」ということもある。
レナ・ランフォード
声 - 久川綾 / 水樹奈々 / 飯塚雅弓
種族 - エクスペル人（ネーディアン）
武器 - ナックル
女性 / 生年月日 - 5月13日 / 身長 - 161cm / 体重 - 45kg
本作の女性主人公。エクスペルのアーリア村に住む少女。17歳。生まれつき治癒の力を持っている。芯の強い所もあるが、夢見がちな性格。村の傍にある「神護の森」が大好きで、そこで過ごすのが日課となっている。おとぎ話の「光の勇者様」が現れて皆を救ってくれる事を心待ちにしており、その為、当初はクロードの事を「光の勇者様」と思い込んでいた。15年前に神護の森で養母ウェスタに拾われ、実の娘のように育てられた。養父が死去した際、ウェスタと村長の話を偶然聞いた事で両親が本当の親ではない事を知る。「自分にとっては現在の母が本当の母親」としながらも、自分が何者なのかを知る為に産みの母に会う事を望んでいる。世界を回れば本当の親に会えるかもしれないと考え、クロードのソーサリーグローブ調査の旅に同行する。
その正体はエナジーネーデ出身のネーディアンで、紋章兵器研究所の所長・リーマの娘である。7億年前に紋章兵器研究所で起きたクリエイションエネルギー装置の事故の際、娘を助けようとしたリーマによって研究中だった装置に入れられ、爆発のエネルギーと共に時空転移シールドに呑まれると同時に7億年もの時を超え、奇跡的に現代のエクスペルに流れ着いた。当時は言葉を話せたが、まだ物心が付く前であった事から「レナ」と言う名前以外は何も分からないままウェスタに引き取られた。
体術の心得はあるものの、戦士系ではなく術士系となっており、技は覚えず回復・補助を中心とした呪紋全般を習得する。また、唯一蘇生呪紋「レイズデッド」を使えるのも特徴となっている。
セリーヌ・ジュレス
声 - 甲斐田ゆき / 中島沙樹 / 金月真美
種族 - エクスペル人
武器 - 杖
女性 / 生年月日 - 宇宙歴343年9月18日 / 身長 - 167cm / 体重 - 50kg
エクスペルのマーズ村出身の紋章術師。23歳。「～ですわ」という口調で、やや高飛車だが根は優しく面倒見の良い性格。趣味はトレジャーハント。出会うきっかけもトレジャーハントの護衛依頼である。この依頼を受けると一時的に仲間になり、後で改めて正式に仲間にするかどうかの選択がある。仲間にしなかった場合でも、マーズ村の誘拐事件を手がけるときに再登場し、クロード編の場合のみ一時的に仲間になる。トレジャーハントばかりしていることを父に度々窘められ、見合い話を持ちかけられる事に辟易しており、それに関して仲間にしなかった場合のみ発生するプライベートアクションも存在する。
紋章術を駆使して戦う。主に火・雷・光属性の術を習得する。なお、彼女はレナ編において特定のイベントを起こすと、他の仲間との感情度が一定以下であればそのイベントに関係したエンディングとなる。
アシュトン・アンカース
声 - 阪口大助 / 石田彰 / 関智一
種族 - エクスペル人
武器 - 双剣
男性 / 生年月日 - 宇宙歴346年9月28日 / 身長 - 180cm / 体重 - 80kg
双頭の魔物龍に取り憑かれた紋章剣士。20歳。特定のイベントを発生させることで仲間になる。双頭龍には、後にレナによってギョロ（声 - 松田佑貴→梁田清之〈ドラマCD版〉 / うすいたかやす〈テレビアニメ版〉）とウルルン（声 - 住友優子→栗山浩一〈ドラマCD版〉 / 志村知幸〈テレビアニメ版〉）という名前を付けられる。本来は2つの首は一心同体であったが、このことにより、それぞれに自我が目覚め、喧嘩したりもするようになってしまう。最初はギョロとウルルンに取り憑かれた事を不運に思い、取り除く事を目的としていたが彼らを「苦しめて消す」事を嫌う心情を吐露するあたり、彼の心優しい性格が窺える。ギョロとウルルンに取り憑かれたのも元々はクロード達が原因とも言える為、「責任を取ってもらう」と強引に払い落としに同行させていた。しかし、ずっと一人で旅をしていた事から友達を欲しており、クロード達と一緒に旅をしたいと言うのが本音で、払い落としの件もその口実にしていただけであった。最終的に本心を打ち明け、払い落としを中止してギョロとウルルン共々クロード達に仲間として受け入れられる。
LUCの数値が非常に低いが、扱う剣術は紋章剣と呼ばれる一子相伝の剣技。通常攻撃の速度は速く、ディアスとのエンディングではその剣の腕をディアスに褒められるほど。必殺技はやや隙が大きく、癖のあるものが多い。好みのタイプは「巫女さん」なのだが、本編中プリシスを気にしたり、病気の少女の元へ通ったりしている。樽について造詣が深いという変わり者で、樽のことになるとキャラが変わることがある（ファンシティでは、近くの仲間から心配されるほど）。肩に取り憑いた双頭龍は『SO3』の一般PAで述べられる。セリーヌ同様、レナ編で特定のイベントを起こすことによって特別エンディングが用意される。
プリシス・F・ノイマン
声 - 住友優子 / 釘宮理恵 / 半場友恵
種族 - エクスペル人
武器 - マジックハンド（リュックサックの機能）
女性 / 生年月日 - 宇宙歴350年2月29日 / 身長 - 155cm / 体重 - 43kg
エクスペルのリンガに父と2人で暮らす発明少女。16歳。特定のPAで仲間になる。性格は明るくパーティーのムードメーカー。
必殺技は自作のロボット「無人くん」や背中のターボザックから（明らかに体積や質量を無視して）飛び出す発明品を使った独特の攻撃が中心。アイテムクリエーションのマシーナリーで専用の武器・必殺技習得アイテムを作ることもある。原画では青い服を着ているが、ゲーム中のドットではピンクの服になっており、リボンも付けている。
親子揃ってエクスペルでは異端とも言える発明家であるが、その理由はかつて父のグラフトが空から落ちてきた「ぴかぴか光る鉄の塊」（正体は墜落した宇宙船）を発見した事で発明に目覚めた為であり、その影響で娘のプリシスも発明少女に育った。しかし、エクスペルでは機械技術が認知されていないため、周囲からは半ば村八分されている立場にある。一行の前で見せる顔は必要以上に明るい演技を好んで行っているようである。しかし、後述のように、地球人から見れば十分すぎるほどの天才である。
続編『SOBS』ではレオンと共に地球に留学し、博士号を取得。「マナクリーナー」と呼ばれる洗浄機械を開発し、エナジーストーンで汚染されたエクスペルを完全に救うことに成功する。
この技術力が銀河連邦に認められ、惑星エクスペルが銀河連邦に加盟するのは、本作から5年後の宇宙暦371年である。
ボーマン・ジーン
声 - 堀川亮（現・堀川りょう） / 藤原啓治 / 松本保典
種族 - エクスペル人
武器 - ナックル
男性 / 生年月日 - 宇宙歴339年12月30日 / 身長 - 175cm / 体重 - 78kg
エクスペルのリンガに住む薬剤師で、妻のニーネと2人で薬屋「Jean Medicine Home」を営んでいる。27歳。言語学者のキースとは大学時代からの友人である。一度興味を持ったものは何でも極めようとする性格。主人公達の旅の目的であるソーサリーグローブの調査にも興味を持っている。様々な分野に興味を広げており、体術の心得もある。自称・亭主関白だが、実際の所は理解ある妻に引き立てられている。また、あるPAでは何故か既婚者でありながらセリーヌのお見合い候補に挙がったりする。原画では白衣を着ているが、作中のドットでは着ておらず、後ろ髪も結っている。
必殺技は体術による攻撃と自ら調合した毒薬や火薬での攻撃がある。
ゲームの序盤で手に入る古文書はキースに解読を依頼したまま最後まで内容が分からずじまいであるが、彼の単独エンディングでのみ解読が終了し内容が明らかになる。
ディアス・フラック
声 - 堀川亮（現・堀川りょう） / 杉田智和 / 子安武人
種族 - エクスペル人
武器 - 刀
男性 / 生年月日 - 宇宙歴341年8月5日 / 身長 - 192cm / 体重 - 82kg
エクスペルのアーリア村出身の流浪の剣士で、レナの幼馴染である。25歳。クールで他人に心を許さない性格だったが、主人公たちの出会いにより次第に変わってゆく。過去に両親と妹のセシル（声 - 小谷朋子〈ドラマCD版〉 / 小暮英麻〈テレビアニメ版〉）を野盗に惨殺されており、自らの無力さを嘆き、強さを求めて村を出る。当初はクロードから強さという意味でもレナとの関係という意味でも一方的な嫉妬を受けていたが、後に互いに実力を認め合うようになる。主人公たちとは何度か出会うが、レナの場合は仲間にする事ができる。PS版では唯一PAが存在しない。そのため、カップルエンディングや告白イベントを起こすことなどがアイテムや特定の戦闘を利用せねばならず非常に困難。PSP版ではPAが多数追加され、クロードとの再戦のイベントもある。
必殺技は剣技。通常攻撃は隙が大きく使いづらいものの、必殺技は遠距離から近距離まで使い易い技が揃っている。特に一対一で強い。
劇中のイベントでクロードとディアスが戦うことがある。これはいわゆる負け戦闘で、通常ならば絶対に勝てないほどディアスが強いのだが、PS版ならクロードのレベルを上げ彼を上回るパラメーターで挑めば普通に勝つことが可能（ただし、こちらが負けるまで何度も復活して戦闘が一からやり直しになる）。PSP版では戦闘中に打撃を受けるたびに瞬時に回復する為、一撃で倒せるほどでなければ勝てない（逆に言うとそれぐらいやれば勝つこと自体は可能）。また、最終決戦前に再戦を挑むPAがある。
レオン・D・S・ゲーステ
声 - 甲斐田ゆき / 小林由美子 / 三橋加奈子
種族 - フェルプール
武器 - 本
男性 / 生年月日 - 宇宙歴354年11月25日 / 身長 - 135cm / 体重 - 36kg
エクスペルのラクール王国で両親と一緒に紋章兵器の研究を行っているフェルプールの天才少年。12歳。ぶかぶかの白衣を着ている。背伸びした発言が多いが子供らしいところもある。出会った当初は生意気な少年であり、他の学者からの評判も良くなかったが、クロード達と出会うことによって徐々に変わってゆく。どちらの主人公でもイベントで一時的に仲間になり、クロードの場合は仲間にできるが、レナの場合は行方不明になるため仲間にできない。
通常攻撃は本から飛び出す精霊のようなもので攻撃する。紋章術を使い、闇・水・無属性の術の他、補助系の術も習得する。
続編『SOBS』ではプリシスと共に地球に留学し、博士号を取得。『SO3』の時代には「レオン博士」と呼ばれ、歴史上の偉人として名を残している。本作からかなりの時代が経過し同一世界という実感が薄い同作において、本編中の台詞に出た過去のシリーズに関連した単語はこの「レオン博士」のみである。
なお、行方不明になる両親は生死不明のままだが、彼の単独エンディングでのみ生存していることが明らかになる。
オペラ・ベクトラ
声 - 永島由子 / 田中敦子 / 松本梨香
種族 - テトラジェネス
武器 - 紋章銃
女性 / 生年月日 - 宇宙歴343年8月24日 / 身長 - 160cm / 体重 - 50kg
額に第三の目を持つ種族・テトラジェネスの女性。23歳。特定のイベントを発生させることで仲間になる。複数の人工衛星からなる都市国家テトラジェネシスの貴族ベクトラ家の令嬢だが、恋人のエルネストを追いかけて銀河を旅していた途中、エクスペルに不時着し、主人公達と出会う。原画ではウェーブの掛かった髪だが、ゲーム中のドットではストレートヘアで頭に飾りも付いている。
通常攻撃は遠距離からの射撃ではなく接近して敵を銃で叩くというもの。空中にいる敵に対しては発砲して攻撃する。必殺技は銃を使った遠距離攻撃が中心。技はレベルアップで習得するものの他、ICのマシーナリーで作り出すアイテムを使うことで習得するものもある。エルネストを仲間にしなかった（出会わなかった）場合、他のキャラとの相当の感情度が無い限りは一人悲しみに暮れるエンディングとなる。妹のオパールがおり、ボーマンとエルネストのエンディングで登場する。
エルネスト・レヴィード
声 - 東地宏樹 / 東地宏樹 / 家中宏
種族 - テトラジェネス
武器 - 鞭
男性 / 生年月日 - 宇宙歴331年8月31日 / 身長 - 190cm / 体重 - 90kg
テトラジェネスの考古学者。35歳。オペラを仲間にした上でいくつかのイベントを起こさなければ仲間にならない。まだ見ぬ遺跡を求めて旅している冒険者で、オペラとは師弟関係で恋人同士でもある。
必殺技は中から遠距離の攻撃が中心。オペラの解説によると、クロードも呆れ返るほどの強力な火器も所持し使用していたようだが、仲間になってからはその類の武器を使うことは無い。
オペラとペアになるエンディングは彼女との感情度によって会話内容が変化する。
ノエル・チャンドラー
声 - 阪口大助 / 水島大宙 / なし
種族 - ネーディアン
武器 - ナックル
男性 / 生年月日 - 宇宙歴342年2月16日 / 身長 - 173cm / 体重 - 74kg
自然や動物を好むエナジーネーデの動物学者。24歳。実家はギヴァウェイだが、現在は紅水晶の洞窟の近くの家に住んでいる。一時的に仲間になった後、一緒に旅を続けるか選択することができる。
紋章術を使い、地・風属性の攻撃術や一部の回復呪紋を習得するが、やや器用貧乏となっている。
原画では一般的なネーディアン同様の尖った耳だが、ゲーム中のドットではフェルプールのような猫耳になっている。慕われている女性からの想いにまったく気づいておらず、恋愛には疎い面がある。
チサト・マディソン
声 - 笠原留美 / 大浦冬華 / なし
種族 - ネーディアン
武器 - スタンガン
女性 / 生年月日 - 宇宙歴344年10月21日 / 身長 - 164cm / 体重 - 52kg
エナジーネーデのノースシティ出身の新聞記者。22歳。常に真実を求めるため執筆をする事も多い。十賢者と戦う主人公たちの行動を追いかけている。仲間にするにはいくつかの手順を踏む必要がある。実家は道具屋。
通常攻撃は蹴り。神宮流体術を習得していて、必殺技はこの体術を使った近距離攻撃と、様々な痴漢撃退グッズや名刺、火炎放射器など怪しげな武器を使った遠距離攻撃がある。ネーデ防衛軍に爆撃支援要請をするという一風変わった必殺技もある。
ウェルチ・ビンヤード
声 - 半場友恵（SE）
種族 - 不明
武器 - 指差し棒
女性 / 生年月日 - 宇宙歴348年4月1日 / 身長 - 157cm / 体重 - 45kg
『SO2SE』以降でのみ登場。『SO3』の登場人物であるが、ラクール城の空から降ってきて仲間にすることができる。18歳。
『SO3』の舞台とは違う星であるエクスペル（しかも大昔）にいる理由やどうやって来たかなどは一切不明であるが、あるイベントで『SO3』内の出来事を昔話としてNPCに対し語るシーンがあり、同一人物の模様。リンガの聖地内に存在する謎の「亜世界への扉」について、ボーマンとエルネストを仲間にしている場合にのみ言及するシーンが存在し、この世界の人間には伺い知れない何かを知っているかのような様子を見せる。ハイテンションな性格は相変わらずである。前作『SO1FD』にも登場しているが、今作では衣装が変わっている（戦闘中は『SO1FD』と同じ衣装）。『SO2SE』のみ、レナ編でゲームを始めた場合ディアスを仲間にするとウェルチの能力が初期化される（加入時と同じLv.30になる）バグが発生する。
前作同様、タレント能力に優れ、LUCが非常に高い。

### 街の人々
ウェスタ・ランフォード
声 - 小谷朋子（ドラマCD版） / 折笠富美子（テレビアニメ版）
レナの養母。神護の森でレナを見つけ、実の娘のように愛情を注いだ。ソーサリーグローブの落下の影響でモンスターが凶暴化しても神護の森に通い続けるレナを心配している。少々そそっかしい性格。
夫を亡くした際の村長との会話を偶然レナに聞かれた事で、レナには既に本当の親子ではない事を知られているが、ウェスタ本人はその事に気付いていない。レナ単独のエンディングでは物語冒頭の時のレナとの立場が逆転し、自身が神護の森に通うようになる。
アレン・タックス
声 - 緑川光（テレビアニメ版）
レナの住むアーリアの隣にあるサルバの町長の息子。レナやディアスとは幼馴染に近い関係にある。
坑道から発掘された石の影響で精神を狂わせ、レナを誘拐してしまった。その後、邸宅の地下でレナを拘束し無理やり口づけを交わすことで「結婚式」を行おうとするがクロードに阻止された。その後、怪物と化してしまうも石が砕けた事で正気に戻る。
レジス
声 - 辻村真人（ドラマCD版） / 緒方賢一（テレビアニメ版）
アーリアの村長。クロードの立ち居振る舞いから違和感を見抜き、レナ誘拐事件後にソーサリーグローブの調査を依頼する。
クリス / クロウザー・T・クロス
クロス王国の王子。外見はクロードとそっくりである。城を抜け出して城下町に行ったりもするが、世間知らずが災いを起こしてトラブルを起こすこともある。
クロード編でセリーヌがいない及びレナ編でセリーヌがいると特別なPAが発生し、特にレナ編の場合は選択次第でエンディングに影響を及ぼすこともある。続編『SOBS』では後者のイベントを起こした設定が採用されている。
ロザリア・R・ラクール
ラクール王国の王女。淑やかで優しい性格をしており、政略結婚によりクリスの婚約者となっている。
レナ編の場合は行動次第でクリスがセリーヌと結ばれ、彼女はラクール王国に戻る。そのため、後にラクール城で彼女と再び会った際に「会いたくない」と言われる。
ユキ
声 - 松元恵（テレビアニメ版）
サルバにあるジャム屋の店員。小さな頃から歌手を夢見ているが、そばかすにコンプレックスを持っている。元ネタは歌手のYUKIであり、イベントの会話には「JUDY AND MARY」の楽曲名が複数盛り込まれている。ゲームでは個別のPAが存在するNPCだが、漫画版及びアニメ版ではオリジナルの容姿が与えられてストーリーにも関わる。
エラノール
声 - 今井麻美（ドラマCD版） / 倉田雅世（テレビアニメ版）
港町ハーリーに住むアイアロ病という難病に冒された少女。クロード編ではボーマン、レナ編ではアシュトンが仲間にいる状態だと病気を治すイベントがあるが、クロード編の場合は30%の確率で、レナ編の場合は最後のイベントの発生時期が遅いと死亡する。生死に関わらず感情度は上昇するが死亡した方が上がり方が小さい。特定PAのみイベントがあるキャラながら、PSP版では立ち絵が用意されている。レナ編で治した場合はエンディングに影響を及ぼすこともある。
グラフト・ノイマン
声 - 宇垣秀成（ドラマCD版）
プリシスの父親。プリシスと同じく機械を取り扱うが、それが町の人々には理解されず娘共々半ば村八分の扱いをされている。妻は家出してしまったらしく、娘であるプリシスとも口論が絶えないが、クロード編でのプリシスとのPAでは選択肢によって父の悪口に激怒したり強がりからいっぺん父と再会したい気持ちで号泣する等、彼女もなんだかんだで父である彼のことを気にかけている。
ニーネ・ジーン
声 - 大原さやか（テレビアニメ版）
ボーマンの妻。ボーマンとは大学時代に知り合い、卒業後に結婚した模様。ボーマンを仲間にした場合、クロード達との同行がいい加減なものではない彼の気持ちを察し、健気に見送る良妻である。
ラドル・クリスチン
港町ハーリーを目指す旅人。本シリーズではお馴染みの存在。なお「彼の方向オンチはもはや芸術の域にある」が、根気よくハーリーへ誘導すると隠しダンジョンで役に立つプレゼントが待っている。
ギャムジー
声 - 池水通洋（テレビアニメ版）
刀鍛冶の老人。年であるため誰も彼の剣を使おうとしなかったが、実際にはディアスが納得するほどの腕前で、ディアスは彼が打った「シャープネス」という剣で武具大会を戦うことになる。武具大会終了後に訪れると、シャープネスと同時に打っていたもう一本の剣「シャープエッジ」を貰え、特定の鍛え方をすることで最強クラスの武器が作れる。また、ラクール城に国民が避難した折には「プレートメイル」を渡してくれる。
スフィア
声 - 小林優子（ドラマCD版） / たかはし智秋（テレビアニメ版）
ギャムジーの孫娘。ギャムジーの打った武器を使ってもらおうと単身酒場に行くが、酔客に絡まれた所をディアスに助けられる。
キース・クラスナ
声 - 遊佐浩二（テレビアニメ版）
リンガに住む言語学者でボーマンの友人。あるイベントで古文書の解読を依頼することになり、リンガにある彼の家を訪れるが、ラクール武具大会終了までは彼の助手に「仕事中」と突っぱねられてしまう。実はラクール武具大会を観戦している事が後に判明し、大会終了後に改めて依頼する。なお、解読結果はゲームクリア後にボーマンのソロエンディングでのみ明らかにされる。
パフィ
シリーズに何度か登場する少女。隠しダンジョンにてクロードたちに「2年前の恨み!」と言って勝負を吹っかけてくるが、これは2年前に発売された前作のあるミニイベントに関係している。今回も最後は主人公たちに毒を飲まされる羽目になる。『SO3』にもクリエイターとして登場する。
ナール・クロニック
声 - 園部啓一（ドラマCD版） / 内田聡明（SE）
セントラルシティの市長であり、エナジーネーデの実質的な指導者。十賢者復活に際して、外惑星からの来訪者であるクロード達に可能性を見出し、十賢者を止める為にあらゆる面でサポートする。フィーナルへの一度目の攻撃の際、十賢者が崩壊紋章の使用を目論んでいる事に気付き、ネーデの運命を決定付ける重要な決断を下すことになる。最後は「進化をやめた生物に価値はない」と語り、崩壊紋章のエネルギーを受け止める形でエナジーネーデの消滅と、ネーデ人の滅亡を受け入れる。
ミラージュ
声 - 野川さくら（ドラマCD版） / 本田貴子（SE）
唯一武器の研究・製造が許された町で武器の研究に取り組む女性研究者。姉御肌でサバサバした性格。十賢者の防護フィールドを破るため、ナールに反物質武器の製作を依頼される。
マリアナ・クロニック
ネーデ防衛軍の隊長。フィーナル侵攻の際に防衛軍を率いてクロード達に同行する。十賢者の圧倒的な力に撤退を余儀なくされた時は殿を務め、自らを盾となってクロード達を逃がす。その後は生死不明だったが、あるイベントを起こすことで生存が判明する。ナールとは親子だが、特にその関連イベントはなく、ラクアにいる隊員が教えてくれる。

### 神の十賢者
エクスペルで起こった一連の災厄の元凶で、各々が並外れた強大な力を持つ謎の集団。エルリアタワーの頂上にあるソーサリーグローブの傍らである計画の実行を目論んでいた。正体は遥か昔、銀河系を平和に統治していた惑星ネーデの科学力を悪用して銀河征服を目論んだ狂気の犯罪者。ネーデに戦いを挑み激しい闘争の末に敗れた。鎮圧後、「エタニティスペース」と呼ばれる時間が停止した空間に封印され宇宙に放逐された。そして彼らのことを教訓として、自分達の科学力を抑制し、世界に悪影響を与えないためにエナジーネーデと呼ばれる人工惑星にネーデ人は移住することになった。
しかしこれらは捏造された歴史であり、十賢者の真の正体は37億年前のネーデが反乱勢力の鎮圧とネーデ本星の防衛のために生み出した生体兵器。かつて銀河の大半を軍事力で支配していたネーデは頻発する植民惑星からの反乱に見舞われており、それに対抗するべく生み出されたのが彼らである。だが、開発者であるランティスの愛娘が戦闘の巻き添えで死亡した事と、プロジェクトを優先して軍部がそれを秘匿した事からランティスは宇宙そのものに憎悪の矛先を向け、十賢者のプログラムを「ネーデの防衛」から「宇宙の破壊」に書き換えて破壊者へと変貌させたのが真相である。エナジーネーデへの移住も正確には、十賢者との戦いの後で大半の戦力を失ったネーデでは反乱勢力を抑えられなかったため、外界との接触を断つべく高エネルギー体内部へ逃避したのであった。
これらの事実は機密情報として秘匿されており、仄めかす台詞が僅かにあるだけで詳細が語られることはないが、記録自体は誰もアクセス出来ない「シークレットファイル」としてノースシティの図書館に保存されており、あるイベントを起こす事で閲覧が可能になる。
ガブリエル
声 - 佐藤正治 / 小山力也 / 櫻井孝宏
最終破壊兵器。本作のラストボス。ランティス博士によって最後に作られた十賢者最強の素体。四属性最強紋章術を使いこなし、「神曲」などの全体攻撃を放つ。十賢者の中でも最も高い戦闘能力を持つが、その一方で精神構造に不明瞭な部分が多い（それ故、ルシフェルから「バグだらけの欠陥品」呼ばわりされていた）。実はかつての十賢者の反乱のときは未完成だったが、自殺する前にランティスが自らと彼の娘であるフィリアの思考ルーチン（プログラム化した意識）を別途組み込んだ。それゆえに脳内部には複数の意識（ガブリエル、ランティス、フィリア）が存在しており、撃破時には自分の凶行を止めたクロード達に感謝する台詞を発する。戦闘では一定ダメージを与えるとガブリエルの頭上には天使の姿をしたフィリアが現れ、行動パターンがより強力なものに変化する。
複数思考の混在による負荷、特にフィリアの思考ルーチンはリミッターの役目をしており、本来の戦闘力が押さえ込まれている。最終決戦時の演出は、フィリアの意識を制御下に置いて力を開放した事の表れである。条件を満たすとフィリアの意識を完全に消去してしまい、全ての力を開放した「真・ガブリエル」となる。こうなると最強のボスであるイセリア・クィーンに並ぶほどの強敵へと変貌し、戦闘前後の会話も真実を踏まえたものに変化する。
ルシフェル
声 - 小林顕作 / 三木眞一郎 / なし
十賢者監視用素体。反乱抑止の因子を担うガブリエルの参謀。強力な防衛兵器として生み出された十賢者達が反乱を起した場合、その侵攻を止めることは非常に困難であるため、万が一の緊急事態を想定して作られた抑止力を担う監視用素体。単身で十賢者の暴走に対応するのが目的であり、他の素体よりも戦闘力、情報収集能力および情報分析能力などが総合的に優れている。強力な全体攻撃である「亡びの風」を初めとした風・雷・闇属性の攻撃を得意とする。ガブリエルの参謀と伝えられているのは、その高い実力からきているとされる。その反面、己以外の者を露骨で見下すような言動が見られる。
十賢者のリーダー格であるガブリエルに次ぐ立場で、他の十賢者達の指揮を直接的に執っており、エナジーネーデへの侵攻作戦の際に十賢者たちに任務を言い渡すのだが、本来十賢者はそれぞれの役割を持つ他の素体との連携で真価を発揮するにもかかわらず、各地に分散し派遣する指示を出している。その真意は己のみで全宇宙を支配する野望を秘め、手間を省くために邪魔な他の十賢者たちを分散させて光の勇者であるクロードとレナたち一行に撃破させ、最後に自分が光の勇者一行とガブリエルを討ち取る算段だった。十賢者を壊滅に追い込む行動をしたが、無自覚ながら彼自身の本来の役割を全うしたに過ぎず、また彼の一連の行動は奇しくも自らが冠する名のとおりに『光』の勇者一行を導いていた。
ガブリエルをバグだらけの狂った欠陥品と呼びながら彼の行動も狂っていると言われており、小説版ではそのような狂った理由について「フィリアを失った悲しみから」という理由づけがなされた。
ミカエル
声 - 東地宏樹 / 東地宏樹 / なし
戦術兵器。メタトロン、ジョフィエル、ザフィケルの3体を統括。強力な十賢者の中でも直接戦闘を得意とする3体を従えるだけあり、自らも兵器として戦闘可能かつ強力な素体。強力な火炎系攻撃を得意とし、連発する 「スピキュール」は圧倒的な性能を誇る。また一般的にはミカエルは天使の頂点とされることが多いが、本作では下位を統括してはいるものの最高位ではない。
エルネスト同様、リメイクにおいても東地宏樹が演じているが、開発段階ではどちらかの声優を変更する検討もしていた。しかし、「東地は鉄板である」というスタッフの強い拘りによって両者とも続投となった。
ハニエル
声 - 小林顕作 / 楠大典 / なし
民衆統括用素体。ラファエル、カマエル、サディケルの3体を統括。情報の収集と分析により民衆の反乱行動を防ぐ。腕部から放たれる「マインドブラスト」は石化状態の追加効果もあり、ミカエルと一緒に主人公達を苦しめさせてくる。共に戦闘をこなす豪快なミカエルと比べて、ルシフェルぐらいに冷酷かつ狡猾でやや陰険とも取れる言動が多い。
サディケル
声 - 矢澤喜代美（SE） / 松本大（ドラマCD版）
情報収集用素体。若い男性の姿をした素体。耳の箇所にある機械のパーツが特徴的。民衆の中へ入り込み情報収集を行う。波動攻撃を得意とする。本作では本来の機能を生かした出番は存在せず、ラストダンジョンのエントランスでカマエル、ラファエルと共に待ち構える。
カマエル
声 - 武虎（SE）
情報収集用素体。人当たりの良さそうな老人の姿をしており、人心の掌握や情報の収集を行う素体。戦闘では強力な紋章術を使い、他の素体を援護する。作中幾度か主人公一行と会話する際にその片鱗を見せるが、本来の情報収集活動を行なっている場面は見受けられない。
ラファエル
声 - 佐藤晴男（SE） / 中村大樹（ドラマCD版）
情報分析用素体。マントを羽織り、フードで素顔を見る事ができない不気味な姿をしており、ほぼ無口。他の下位の素体達から集められた情報を分析し、作戦行動の立案を行い戦闘担当と情報担当の連携を担う素体。体内に超空間を持ち、それを利用した波動攻撃、吸い込み攻撃を得意とする。まれに雷系の紋章術を使用する。情報担当の下位3体の中でも特にしゃべることはないため、どのような個性を持つか測りかねる存在。
ザフィケル
声 - 間宮康弘（SE） / 平野俊隆（ドラマCD版）
近接戦闘兵器。巨漢の戦士の姿をした素体。見た目とは違い素早い剣さばきで、「クルーアリーラッシュ」や「イニシャルスレイ」などの剣技を放ってくる。2回戦う機会がある。1度目はフィーナルで戦い、この時はクロード達に十賢者の防護フィールドを破る手段がなかった為に彼らを軽く退ける。2度目はファンシティの闘技場で訓練に励むクロード達の前にジョフィエル、メタトロンと共に現れて戦いを挑むが、対抗手段を手に入れていたクロード達に敗北する。どこか自身を武人と認識しているような節があり、十賢者では唯一敗北時にクロード達の強さを認めていた。
ジョフィエル
声 - 北沢力（SE） / 宇垣秀成（ドラマCD版）
遠隔射撃兵器。長身で痩せた異形の身体を持つ素体で、そのセリフに平仮名は一切無く、漢字とカタカナのみで構成される。高出力のエネルギー弾を体内で生成し、発射する能力を持つ。また、高い機動力を活かした格闘戦も得意とする。戦闘担当の下位3体の中でも特に残虐性の強い個体であり、機械的な口調に反して虐げることに喜びを感じているような台詞が存在する。ファンシティ襲撃の際には市民達を愉悦の為に虐殺していたが、ザフィケルを破ったクロード達に敗北して死亡する。
メタトロン
声 - 浜田賢二（SE） / 東地宏樹（ドラマCD版）
拠点防衛用特殊兵器。全身を堅固な甲冑に身を包んだ鎧騎士タイプの素体。高い攻撃力に加え、絶対防御シールド「メタガード」とカウンター技「メタキャンセル」を持ち、防衛任務に秀でている。戦闘は2度あり、1度目はエルリアタワーにてエクスペルにおける最後の敵として戦う。通常はイベント戦闘のため勝つことはできないが、ボム系アイテムを使えば倒せないことも無い。2度目はアームロックにてミラージュを襲っていた所をクロード達に倒される。なお、フィーナル突入前に倒すザフィケル、ジョフィエル、メタトロンは十賢者の中でも直接戦闘に秀でた素体だが、何故かナールは「十賢者の中で最も弱い」と発言している。

### その他のキャラクター
ロニキス・J・ケニー
声 - なし / 浜田賢二 / 沢木郁也 / 宇垣秀成（ドラマCD版）
戦艦カルナスの艦長で、クロードの父親。今作では濃い髭を蓄え、多少太ったなど加齢以上の印象が目立つ。前作での戦いの功績から38歳（当時）という異例の若さで提督に昇格し、連邦軍でも英雄視される存在だが、それ故に息子のクロードのコンプレックスの元になっていた。息子に対する愛情はあり、クロード失踪後はその行方を捜索していたが、エクスペルがエナジーネーデに衝突する少し前に救難信号を受信し、エルリアタワーを昇る最中のクロードを強制的にカルナスに収容する。しかしクロードが仲間の元へ戻る事を選び、「お別れを言いに行く」と言う嘘を信じてクロードをエクスペルに戻した事で息子と今生の別れを迎えることになる。
その後、エナジーネーデ周辺を航行していた所を十賢者の反陽子砲の威力の見せしめにされ、カルナスや他の乗組員と運命を共にした。エクスペルの人々は星ごと時空転移される形で生き返ったが、彼の生死については不明であり、後年の年表にもカルナスが撃沈された事が明記されている。
フィリア
声 - 笠原留美 / 佐藤利奈 / なし
クリクに現れる謎の予言者。間もなくクリクが崩壊する事を予言して人々に訴えていたが、誰にも聞き入れられなかった。ここでの出会いが真実の解明に重要な役割を果たすことになる。
その正体はランティスの愛娘の意識が具現化したもの。本来のフィリアは十賢者防衛計画に反対する反乱軍のテロに巻き込まれ死亡したが、ランティスによって思考ルーチンがガブリエルに組み込まれ、その後はガブリエルの人格の一つとして擬似意思のみが生き続けることになる。最終決戦時にはその意思すらガブリエルの制御下に置かれ、天使のような姿となって現れる。この際はPSP版を除いてガブリエルとフィリアの声が重なる演出がある。
クリクで登場する彼女からはあるレアアイテムが盗めるが、ゲーム開始時の初期タレントに必要なタレントがなければ確実に失敗する上、この時点ではタレントの開花も不可能。SO2Rでは「細工」が最初から使用可能なので、後からでも必要タレントの開花が可能になった。更には終盤で彼女のイベントを起こしてしまうとガブリエルが凄まじく強化される。
ランティス
フィリアの父親。紋章科学テクノロジーの第一人者で、十賢者防衛計画を提唱し、プロジェクトの最高責任者として十賢者の生みの親となる。計画の提唱した目的は強力な紋章力を持つ10体の生体兵器を開発し、ネーデを守る事であった。だが計画の最中に反乱軍のテロで一人娘のフィリアを亡くして以来狂気に囚われていくようになる。娘の死を隠蔽し計画を優先させた軍部や命を奪った世界を憎悪し、十賢者のプログラムを書き換え無差別破壊行動に利用し、最終調整段階に入っていたガブリエルに自分と娘の思考ルーチンを組み込み自害した。十賢者が起こした一連の事件の元凶と言える人物であり、現在ではガブリエルの脳内に存在する人格の一つとして存在しており、全宇宙の破壊の為に十賢者を利用している。
シン
声 - 中村大樹（ドラマCD版） / 小野健一（テレビアニメ版） / 青山穣（SE）
ラクール前線基地に対して攻撃を行う魔物達のリーダー。魔物の軍勢を一度撃退したラクールホープ対策として、十賢者より航宙艦に使われる電磁シールドを持たされ、これによってラクールホープを防ぐ。基本的に他者を敵視する戦闘狂のような振る舞いを見せる。
初登場時は前線基地にて戦い、ダメージを与えられないのでタイムアップまで耐える。二度目となる船上での戦いでもダメージは与えられず、負けるしかない。三度目はエルリアタワー最上階を守る壁として立ちはだかるが、この際はダメージが通るようになっており、通常通りに倒せる。『SO2R』では二度目のバトルでも勝利可能になっているが、その場合でも主人公達を海に突き落とす。
ジーネ
声 - 中田譲治（テレビアニメ版） / 楠大典（SE）
クロス大陸のラスガス山脈に住む巨大な魔鳥。「空の王者」の異名を持つ誇り高きモンスターで、ギョロ、ウルルンとなった双頭龍とは旧知の関係。ゲームではアシュトンの払い落しイベントにのみ登場するが、アニメ版では崩壊寸前のエクスペルの時間を止め、エナジーネーデに向かう猶予を与えた。続編『SOBS』ではその爪がアシュトンの武器として登場する。
ヴァーミリオン
声 - 小山力也（SE）
マーズ村の子供たちを攫った野盗団のボス。当初はマーズ村の紋章術師の一人として事態の対処に当たるように振る舞っていたが、クロード一行が子供救出のために森に入ると本性を表し、セリーヌの父を騙し討ちする。その後、森に現れて事実を告げると同時にアレンと同じ「石」によって怪物へと変貌し、怒りに燃えたクロードとセリーヌに倒された。アレンと違って倒されても元の姿には戻らなかった。
ラヴァー
声 - 本田貴子（SE）
十賢者の一番の部下を名乗る女性タイプのモンスター。「愛の場」の泉の精を殺害して成り代わり、一行を騙し討ちするべく待ち受けていた。こちらのメンバーの一人を人質に取ってルーンコードを要求するが、いざルーンコードを手に入れるとついでにクロード達の命も奪おうと襲い掛かっては返り討ちに遭うという失態を犯し、人質のアドバンテージを活かすことなく死亡する。
ガブリエ・セレスタ
トライエース作品恒例の隠しボスであり、隠しダンジョン「試練の洞窟」の最下層「昂翼天使の聖窟」にて待ち受ける。前作の隠しボス「ガブリエル」と同じデザインの天使の姿をしている。本作における外見は少女のようだが、男性寄りの人格らしい。勝利すると、イセリア・クイーンを呼び出すために必要な楽器を渡す。
イセリア・クィーン
トライエース作品恒例の隠しボス。ガブリエ・セレスタの狂える分身。ガブリエ・セレスタと違い、ボスではなく特技の音楽で出現する。戦闘力は比較にならないほど強力で、真のガブリエルと並ぶ隠しボス。遠距離からでも多段ヒットする通常攻撃があるため最大レベル、最強武装でも即死することがあり、その強さはもはや狂気の沙汰。あらかじめ対策をしておかなければまともに勝つことは非常に難しい。
前作に登場したガブリエルがガブリエとイセリアに分離し、その際にイセリアへ力の大部分が渡ったという設定である。今作以降の2人はトライエース作品恒例の隠しボスとなり、イセリアの方がガブリエより強力というのが定番になっている。

## 舞台

### 艦船
カルナス
形式番号FSS-6004C。本作では銀河連邦宇宙艦隊所属の最新鋭大型戦艦となっている。搭載エンジンは亜空間ワープエンジン、主砲に陽電子砲1門、副砲にフェイズキャノン8門を装備。防御機構には電磁シールド2機を装備する。また、クロードの場合は一時的に帰還した時に「ピックポケット」で乗組員から最強級の防具を盗めるが、レナの場合は行く機会が無いため入手できない。

### 惑星
ミロキニア
物語冒頭で調査のために立ち寄った惑星。大気は呼吸可能で、特別な装備が無くても人間が降り立って活動する事が出来る。重力なども地球とほぼ同条件。
地球と環境が酷似しているだけで生命体などが存在する様子が無いと思われていたが、衛星軌道上からのスキャンでは詳細が判明しない区域がある事が分かり、有人探査が行われる。そして、その区域の中に巨大な人工の建造物が発見される。本作中では語られないが、後に紋章兵器研究所のある外惑星であったとされた。
当初は全体的に薄暗く常に雲に覆われている惑星であるかのような雰囲気だが、後に同一の惑星であるとされた紋章兵器研究所の周囲は晴れていて極めて良好な天気だった。
エクスペル
銀河系セクターθアルクラ星系の第4惑星である。
エナジーネーデ
惑星ネーデ壊滅の際造られた人工惑星。惑星の周辺を高出力のエネルギーで覆っている。

## 用語
エナジーストーン
ラクール紋章兵器研究所の調査隊によって発見された鉱石。クォドラティック・スフィアを起動する際、必要となるクォドラティック・キーの原材料となる物質。ラクール王国では紋章兵器ラクールホープのエネルギーとしている。これは、ソーサリーグローブの一部が落ちたものであり、手で持てるサイズでもラクールホープのエネルギーに使えるほどの高エネルギーが蓄積されている。
エクスペルはこの鉱脈が豊富であり、ホフマン遺跡とサルバ坑道で発掘される。これによる惑星の環境汚染も発生していたが、後にプリシスが発明した「マナクリーナー」で問題は解決し、以降は銀河連邦における強力なエネルギー源となり、銀河連邦の接触から僅か五年で加盟したエクスペルが強い発言力を持つ所以にもなる。
クォドラティック・キー
エナジーストーンを極限まで高純度化した物。ある種のエネルギーを増幅させる性質があり、クォドラティック・スフィアと組み合わせることによって反物質反応を超えるエネルギーを発生させることができる。また、これの材料であるエナジーストーンには生物の肉体や精神に悪影響を与える効果がある。
クォドラティック・スフィア
紋章科学の粋を集めて作られた物質で、クォドラティック・キーと組み合わせることによって反物質反応を超えるエネルギーを発生させることができる。必ずクォドラティック・キーとセットで生成され、作り出されたときに対であったキーとしか組み合わせることは出来ない。
ソーサリーグローブ
惑星エクスペルに落下した巨大な物体。中心部に巨大なクォドラティック・スフィアがあり、惑星の軌道をずらせるほどの膨大なエネルギーを秘めている。しかし、落下時に対応するクォドラティック・キーが行方不明になり、鎮静状態にある。直径は設定では3〜5メートルほどだが、オープニングムービーを見るとかなり大きめになっている。
十賢者が崩壊紋章の力を利用して作り出したものであり、自分達がネーデに帰還するために最もエナジーネーデに近い周回軌道を取るエクスペルに落とした。
電磁シールド
銀河連邦の一般的な航宙艦に使われているシールド技術。強力な電磁波により、任意の場所にエネルギーを与えることで、反重力によるフィールドや物理的な力場を発生させる。基本的に無色透明だが、攻撃を受ける瞬間は薄く発光するためガラスのようにやや視認が可能である。シールドの防御力を上回らない出力のものを逸らして回避することが出来る（打ち消して中和するわけではない）。シールドの防御力を上回る攻撃を受けると、攻撃を受けた箇所から融解するような形で穴が開いていく。作中には実弾兵器に対してシールドを使用した描写が無く、公式設定によると実弾兵器を含めてほとんど何でも防げるらしい。
展開するサイズもかなり融通が利き、戦艦を丸ごと覆い隠すサイズから、人間一人を覆うだけのサイズまで可能。
防護フィールド（仮称）
十賢者が身体の表面に張り巡らせているフィールド。絶対的な防御力を誇り、通常の物質を利用した武器では実弾・非実弾問わず全く干渉できない。そのため、作中ではクロード・レナ達は十賢者にかすり傷一つ付けられずに一度敗北した。
反物質フィールド
上記の十賢者の防護フィールドを突破するために、使っている武器の周りにコーティングをする形で張り巡らされた、反物質を定着させる機能を持ったフィールド。
反物質を空間に安定させる技術は、比較的技術レベルが高い地球出身であるクロードをして「物理的に不可能」と断言させるほどの技術であり、ネーデの科学水準でも、少なくとも十賢者が建造された当時の時点では開発されていなかった技術である。
なお、反物質武器を製作するにあたってクロードとレナに作られた武器は、武器自体に反物質定着システムが組み込まれているため、フィールドを張り巡らせる必要がないという。それ以外のメンバーの武器は、以前から使っている武器の表面に、特殊な装置によって反物質フィールドを張り巡らせることで代用しているのである。
時空転移シールド
強大な重力場を発生させ時空間に干渉し、他の時空と相転移させることでエネルギーを空間的に遮断するシステム。閉鎖空間内の時間の流れに干渉したり操作することも可能であり、これを利用して時間移動すら可能にする技術。
シールドとしては上記の電磁シールドよりも遥かに強力であるが、この技術を研究していた紋章兵器研究所が壊滅してしまったため、防御シールドとして気軽に利用するほどには実用化出来ていない様子。
崩壊紋章
空間の一点に膨大な質量を発生させることができる紋章。発生した質量の生み出す重力により全宇宙の崩壊を引き起こす危険があり、さらに一度発動すると止めることができないため、制御不可能な禁断紋章とされた。
ソーサリーグローブもこの紋章によって作られた物である。

## 他機種版
リメイク版としては『スターオーシャン2 Second Evolution』（スターオーシャン セカンドエヴォリューション、STAR OCEAN Second Evolution）と『STAR OCEAN THE SECOND STORY R』がある。

### スターオーシャン2 Second Evolution
2008年4月2日にPlayStation Portable版が発売された。その後2015年10月28日にPlayStation 4 / PlayStation Vita版、同年12月24日にPlayStation 3版がダウンロードソフトとして発売された。
スクウェア・エニックスが2007年5月12日・13日に幕張メッセで開催したプライベートショー「SQUARE ENIX PARTY 2007」に先立ち、報道関係者向け発表会を開催し、発表時には『スターオーシャン』のリメイク版である『スターオーシャン1 First Departure』も発売することが明かされた。なお、開発は原作を担当したトライエースではなくトーセである。
『SO1FD』と同様フルボイスになり、新規プライベートアクションと新キャラクターも追加された。声優がほぼ総入れ替えされ、十賢者全員にも声が充てられた。

#### システムの変更点（SE）
- 『SO1FD』と同様、戦士系キャラクターが最大で3回の連続攻撃ができるようになった。
- 紋章術がショートカット機能に対応するようになった。
- 戦闘中のアイテム欄が使用可能なものだけ表示するようになった。
- 一部の呪紋名称が変更。
  - ディスペル → キュアコンディション
  - アンチ → リフレクション（魔法耐性上昇）
  - アースクエイク → ロックレイン
- 10種類あった属性を地水火風光闇の6種類に統廃合。PS版にあった属性は以下のように変更。
  - 雷は風に統一。
  - 星はほとんどが光、トラクタービームのみ地に変更
  - 無はプレス系が地、レオンの呪紋は闇または属性なしに変更。
  - 負は属性なしに変更。
  - 武器にもついていた防御属性が無くなった。
- セリーヌがフォーゲットおよびリフレクション（防御力上昇）を修得せず、ノエルがソニックセイバーを修得しない。これにより、フォーゲットは呪紋自体が削除された。
- 一部のスキルの名前変更または削除された。
  - キャンセル、強打、挑発、フロートが削除された代わりに集中、トランス、リキャストが追加された。
  - 強打はスキルとしては削除され、任意の方向キー入力により発動するようになった。
- □ボタンは攻撃時の移動キャンセルまたはターゲットの変更ができるようになった。
- スターガードが盾扱いからアクセサリー扱いになった。
- バトル開始時の位置がノーマル（通常）以外で始まった時に味方キャラ全員が気絶状態になってしまう。
- 戦闘中のギミック（落石やトロッコなど）は無くなった。
- 紋章術の干渉が無くなった。
- 船での移動が地図上のみの表記に変更。
- 一部セリフの変更（例：マーズ村誘拐事件時のクロードとボスとの会話）。
- 紋章術発動時の演出の全体的な短時間化。
- 術師系キャラが初期タレントである「マナの祝福」を持っていない事があるバグを修正。
- ナールに関して、PSP版ではネーデの人々の救済を考える主人公に対して「数十億の人間を転送するエネルギーはない」と説明する台詞が追加されている。

#### 主題歌
PSP版
『START』
歌 - SCANDAL
PS3版/PS4版/PS Vita版
『星の軌跡』
歌 - Rina*Eri

### STAR OCEAN THE SECOND STORY R
2023年11月2日にPlayStation 4 / PlayStation 5 / Nintendo Switch版が、同年11月3日にSteam版が発売された。オリジナル版のリメイクとして制作されている。
2Dドットで描かれたキャラクターと3Dのフィールドを融合させたグラフィックとなり、キャラクターデザインは梶本ユキヒロが担当し一新されている。また特殊なシェーダーを用いてピクセルアートのキャラクターグラフィックが投入されている（HD-2Dとは異なるもの）。
バトルシステムはオリジナル版を踏襲しつつ、現代のアクションRPGとしてストレスのないものとして調整が行われている。『Second Evolution』版の追加要素も、ウェルチの存在や追加PA、一部システムなどが継承されている。
音楽は桜庭統によってリアレンジされており、主にイベントムービーを中心に新曲も用意されている。
キャラクターボイスはオリジナル版と『Second Evolution』版の両方のキャストのものが使用されており、自由に選択することが可能。また、オリジナル版声優は新規収録され、フルボイスイベント化が行われている。

#### システムの変更点（R）
- 新IC「釣り」、新スーパー特技「用心棒」、「リメイク」が追加。
- ICがスキルギルドで購入せずともスキル習得だけで最初から全て実行可能になった。
  - スキルポイントはIC、特技スキルを習得するSPとバトルスキルを習得するBPに分けられた。必殺技、紋章術の強化も使用回数からBPを消費して強化するようになった。
  - スキルギルドは代わりにギルドミッションを受けられる施設となり、ICを利用してミッションをこなすことでアイテムやSP、BPを得られる。
- ICシステムが大幅改善。
  - 10回までまとめて作成できるようになった。
  - 作成リストが表示され、何が作れるか一目で分かるように。
  - 「ピックポケット」が専用道具を入手するだけでよくなり、盗むアイテムを事前に選択可能に。
  - 「出版」で作成できる本を選択可能に。
  - 「マシーナリー」で作成するアイテムをある程度細分化して作成可能に。
  - 一度に複数作成が可能な関係上、オリジナル版からあった失敗時の台詞、『Second Evolution』版で追加された作成終了時のボイスは削除された[注釈 14]。
- リンクコンボが装備品から外されて貴重品になり、入手するだけでパーティ全員がリンクコンボ可能になった。
- 習得呪紋・必殺技の再調整
  - セリーヌが再びリフレクションを習得するように。
  - ロックレインとアースクエイクが同居するように。
  - クロードがフェイズガンを再度使用可能になった。
- 通常戦闘のエンカウント方式がランダムエンカウントからシンボルエンカウントに変更された。
  - パーティの規定レベル以上になった弱いシンボルは緑色になり、新スーパー特技「用心棒」によってエンカウントすることなく撃破して経験値やFOLを得られる。
- ミニマップが表示可能になった。メインストーリー、サブイベント、PAの発生場所も表示される。非表示も可能。
- 音声はオリジナル版、『Second Evolution』版から変更可能で、パーティメンバー毎にも設定可能。
  - パーティメンバー以外の音声は基本的に『Second Evolution』版のものが流用されている。パーティメンバー内でも、オリジナル版に存在しなかったウェルチ、唯一変更されていないエルネストも同様に『Second Evolution』版のみとなっている。
  - ラストバトルにおける、ガブリエルとフィリアの声が重なる演出の復活。
- 音楽もアレンジとオリジナルから選択可能。
- ブレイク、ジャストカウンター、ボーナスゲージ、リーダーエネミー等、戦闘システム面が大幅に強化。
  - 紋章術、必殺技の演出は全体対象のみ画面がストップするようになり、演出スキップ設定が可能。ガブリエルが第二形態に移行する際のタイムオブトゥルースのみスキップ不可。
  - レイズデッドにおける対象の霊体が肉体に戻る演出は削除された。
- 移動中、状況に応じたメンバーの台詞が表示されるようになった。また、メニュー画面でもメンバーが一言喋る。
- PAが街中でいつでも切り替えられるようになった。
  - 解散時、集合時の台詞は無くなったが、一部の台詞は上記の移動中の台詞の形で発せられる。
- 「ファストトラベル」により、一度行った事のある街、ダンジョンに一瞬で移動が可能になった。
- 友情度、愛情度は親密度に一本化。想いの向きも廃止され、常に双方向になった。
  - カップルエンディングの成立条件も大幅に緩和された。
- 街やダンジョンの構造に関する変化、一部のギミックが変更。例えば4つの場はそれぞれの題材に応じたギミックが追加されており、大きく様変わりしている。
  - ラスガス山脈の崖をよじ登るギミックは削除された。
- イベントの早送り、スキップ、バックログが追加された。
  - イベント時のキャラクターの立ち絵は表示、非表示が選択可能になっている。表示にした場合も常時表示される訳ではなく状況に応じて切り替えられる。また、表示されるキャラクターは『Second Evolution』版と異なる。
  - ステータス画面のみ、立ち絵を新規、オリジナル版、『Second Evolution』版の三種類から選択可能。
- クリアデータはラストダンジョンの最終セーブポイントではなく、エンディング後にセーブするようになった。
  - クリアデータをロードすると、バーチャルのエクスペルに行く方法が表示される。また、バーチャルのエクスペルでは試練の遺跡の場所を教えるイベントが追加されている。
- 「NEW GAME+」によりレベルや習得スキル、アイテム等を引き継いで周回プレイが可能になった。

#### 主題歌（R）
『stella』
歌 - SUIREN

## スタッフ
オリジナル版
- ゲームデザイン - 則本真樹
- 全プログラム・シナリオ原案 - 五反田義治
- サウンドディレクター - 初芝弘也
- ミュージックコンポーザー - 桜庭統
- キャラクターデザイン - 恋緒みなと
- ディレクター - 浅沼穣
- プロデューサー - 山岸功典

『Second Evolution』
- プロデューサー - 加藤渉
- アニメーション制作 - Production I.G

『SO2R』
- 開発 - ジェムドロップ
- プロデューサー・ディレクター - 北尾雄一郎（ジェムドロップ）
- アートディレクター - 増田幸紀（ジェムドロップ）
- キャラクターイラスト - 梶本ユキヒロ
- 音楽 - 桜庭統
- アニメーション制作 - Yostar Pictures

## 関連商品

### 攻略本
- スターオーシャン セカンドストーリー 公式ガイドブック（基礎知識編）
- スターオーシャン セカンドストーリー 公式ガイドブック（徹底攻略編）
- スターオーシャン セカンドストーリー ファイナルガイド
- スターオーシャン セカンドストーリー 惑星探検ガイド
- スターオーシャン セカンドストーリー 完全攻略ガイド
- スターオーシャン2 Second Evolution 公式コンプリートガイド
- スターオーシャン2 Second Evolution ファイナルガイド

### 音楽
- スターオーシャン セカンドストーリー オリジナルサウンドトラック
- スターオーシャン セカンドストーリー アレンジアルバム
- STAR OCEAN THE SECOND STORY FANTASY MEGAMIX
- スターオーシャン2 Second Evolution オリジナルサウンドトラック
  - 「スターオーシャン セカンドストーリー オリジナルサウンドトラック」の完全復刻盤。プロモーション映像等を納めたDVD付き。
- スターオーシャン2 Second Evolution アレンジアルバム
  - 「スターオーシャン セカンドストーリー アレンジアルバム」の完全復刻盤。

## 関連作品
『月刊少年ガンガン』では同名の漫画が東まゆみによって連載された。また2001年には、この漫画作品を原作にテレビアニメ『スターオーシャンEX』が製作された。その他にドラマCDや小説がある。

### 漫画
スターオーシャン セカンドストーリー
作画：東まゆみ 『月刊少年ガンガン』連載 ガンガンコミックス全7巻
男性主人公のクロードを中心とした物語である。漫画連載中『ガンガン』誌上で行われた人気投票では、アシュトンが1位になった。ゲーム本編の展開を交えながらもストーリーは基本的にオリジナルであり、一部キャラクターの衣装デザインも変更が加えられている。物語自体は原作の中盤までとなっており、クロードがカルナスからエクスペルに戻りシンを倒したところで終了している。従って十賢者やエナジーネーデは登場しない。
登場キャラクターは以下の通り。
クロード・C・ケニー
レナとの恋愛を意識した絡みが多く、ディアスに対して嫉妬する場面があった。そのせいでディアスに助力を乞うことを提案するレナに反発し一時険悪な中になってしまったことがあるが、すぐに和解した。以後はディアスとも理解を深め彼からレナのことを託されるなど良きライバルという風になった。イタズラ好きな少年を優しく諭し、本心を引き出させて説得するなど正義感の強く描かれている。最終巻ではゲームと同様に父親によって呼び寄せられてしまうが、シンと戦う仲間たちのもとへ帰還し「光の剣（フェイズガン）」でシンを消し飛ばし勝利した。

レナ・ランフォード
早くからクロードに好意を向けており、セリーヌにちょっかいを出されるたびに鼻の下を伸ばす彼に怒りを禁じえない様子。ゲーム以上にお淑やかで可愛らしくなっているのも特徴である。武術で戦うシーンもわずかだが描かれており、虫モンスターに泣き叫ぶセリーヌに代わって倒している。作品の都合上、レナの正体について明かされることは無かった。本当の親について知っているかも明確にされていない。

セリーヌ・ジュレス
ゲームに比べると、掴みどころがない一面があり、クロードに色仕掛けをしたりしてからかうなど悪戯好きな人物だったが、クリス王子と恋仲になり彼を愛するようになる。両想いになった後も変わらずクロードたちの旅について来る。最終巻では突然消えてしまったクロードを魔族の仲間だったのではないかと疑いレナの怒りを買っていた。

アシュトン・アンカース
ギョロとウルルンに意識を乗っ取られる機会が多く、ゲームと違いクロードとともにラクール武具大会にも参加するが、その最中にウルルンに意識を乗っ取られ、「アイスクラッドレイジ」というオリジナル紋章術を使用した。ゲームよりもプリシスへの恋愛感情が明確に描写されているが、いまいち相手にされないなどいわゆる「ヘタレ」の面が強く描かれ、数々の災難に遭うコメディリリーフの役割を担う一方、クロードがいない状況でも果敢にシンに立ち向かう活躍ぶりを見せる。

プリシス・F・ノイマン
当初からアシュトンに好意を向けられるが、ほとんど意に介さず登場時から「王子様みたい」としてクロードに懐いている。一方のクロードは変わらずレナに好意を向け続けるため、やきもちを焼く事も。ただしアシュトンの好意にも気付いていないわけではないようで、クロードをデートに誘えない代わりとしてアシュトンをつきあわせる一幕もあった。作者によれば「クロード一番・アシュトン二番なだけで、アシュトンを嫌いなわけではない」とのこと。

ボーマン・ジーン
プリシスが仲間になる時期と最終決戦にのみ登場。ゲームとは違って体術による攻撃は行わず、試験管に入った酸を相手に投げつける攻撃を行っている。

ディアス・フラック
ゲーム同様、レナから好意を向けられていることでクロードに嫉妬されていた。作中でも屈指の凄腕として描写され、ラクール武具大会でのクロードとの決勝戦ではクロードの渾身の一撃でもかすり傷程度しか負わないなどの圧倒的な実力を見せたが、レオンの闖入により決勝戦自体が中止となる。自分に久しぶりに傷を負わせたクロードを評価し、レナのことを「妹」と述べ、別れ際にはクロードに彼女のことを託して和解した。基本的にシンとのラストバトルまでは一行には加わらず、各地で散発的に登場する。

レオン・D・S・ゲーステ
最終巻直前に登場。ゲーム版と同様に生意気で背伸びしたがる性格であり、シンに船を破壊された際に両親が行方不明となった時は泣き出してしまい、クロードに叱咤されて立ち直る。

オペラ・ベクトラ
姉御肌でさばさばした性格のゲーム版とは違い、目的（エルネスト）のために情熱的になることはありながらも普段は聡明で落ち着いた女性として描かれている。出番が少なくラストシーンまで一行には加わらない。当初は未開惑星保護条約を破ってエクスペルにいたことでクロードから軽蔑されていたが、事情を知った後は和解した。

エルネスト・レヴィード
ホフマン遺跡で一行と邂逅するが、オペラ同様一行には合流しない。最終話ではオペラと共にシンとの戦いに駆けつけ一行を援護する。

アレン・タックス
同様の経緯でクロードとの戦いとなり、「独りよがり」であることを指摘されわずかだが正気に返る。その隙をついたクロードに「石」を破壊され正気に戻った。以後はクロードとレナに協力し、馬車を手配してサルバから少しだけ道中を共にした。

クリス
お金を持たないで飲食店に入ったことでトラブルになっていたところを、クロードと勘違いしたセリーヌとレナに助けられることで出会った。その後、セリーヌと恋仲となり晴れて両思いとなる。

ユキ
アレンと共に馬車に乗り込みクロードたちと共に同道した。レナとクロードに対する好意のぶつかり合いとなり、「険悪な空気」を醸し出してクロードとアレンを困らせていた。

エラノール
住んでいる所がハーリーからリンガに変更されており、プリシスの友達という設定になっている。

ギャムジー
作者オリジナルの小悪党たちにディアスに打った剣を奪われてしまう。

シン
性格は常に敬語を使う典雅な振る舞いの人物と大幅に変更にされている。駆けつけた仲間たちの総攻撃をしのぎ、激怒しながら攻撃を仕掛けるもクロードのフェイズガンによって完全消滅した。

スターオーシャン2 セカンド エヴォリューション
作画：よしだもろへ 『電撃「マ）王』連載 全3巻
女性主人公のレナを中心とした物語である。東まゆみ版と異なり原作のエンディングまで進行するが、短期連載ということもあり、シナリオ上割愛されたシーンや順番が入れ替わり再構成された部分も多い。例を挙げると、本編の大きなイベントであるクリク崩壊や武具大会は描かず、一方でアシュトン（ギョロとウルルン）の払い落としのサブイベントは細かく描いている。
終盤はサイナードや四つの場については割愛しつつも本編のメインストーリー上では描かれなかった神の十賢者のエピソードも補間している。また神の十賢者に関しては最終決戦時に真実が明かされる。オペラとエルネストは登場しない。
反物質フィールドに関して、防護フィールド共々触れられておらず、37億年前にネーデ軍が使っていた強力な武器という扱い。それに伴い、紋章兵器研究所に向かう当初の目的はこのデータではなく、エクスペルを復活させるための時空転移技術に関するデータになっている。
登場キャラクターは以下の通り。
クロード・C・ケニー
ディアスに追い付く為に早朝の鍛錬に励むと言った姿も描かれたが、結局ディアスには力は及ばず、ディアスからクロードの強さは「大切なものを守るための強さ」だと告げられた事で、レナを始めとする大切な人々を守る為に剣を振るう事を誓う。最終決戦ではガブリエルの身体を乗っ取ったランティスに剣（ゲームにおけるセイクリッドティア）を折られてしまうも、レナと共に本物の「光の剣」を発現させ、ランティスの狂気を打ち砕いた。

レナ・ランフォード
反物質武器のナックル（ゲームにおけるファルンホープ）を装備してザフィケルを殴りつけるシーンがあるが、それ以外ではギャグシーンでしか拳を振るっておらず、基本的には非力と言う立場なので前衛に立って戦う事はほぼ無い。こちらも当初からクロードとは互いに好意を抱いており、セリーヌに嫉妬したりプリシスがクロードに接近すると焦ったりなど、ヤキモチ焼きな面も多く描かれボーマンにも指摘されていたが、セリーヌには「お似合い」と言われていた（カバー裏のおまけ漫画ではバカップルぶりを見せてセリーヌを苛立たせている）。東まゆみ版と違ってエンディングまで進むため、出生の秘密は作中で明かされる。また、ゲームでは然程触れられなかったが、エンディングでエクスペルを復活させる時空転移は、彼女をエクスペルに飛ばした技術を応用している事が語られる。

セリーヌ・ジュレス
神護の森でアレン一味に気絶させられたクロードをアーリア村に運び込んだ。そのお礼としてフェイズガンを要求するが断られ、代わりにクロード達を洞窟探索に同行させる。同行する理由が無くなった後もクロード達を気に入って「トレジャーハントは旅をしながらでもできる」と仲間になる。初期は東まゆみ版と同様にクロードをからかってレナの嫉妬を買う場面も見受けられたが、一方で煮え切らない二人の態度に苛立ち、クロードに「軍資金」を渡すと言った世話焼きな性格も描かれている。また、パーティの中では常識的且つ冷静な考えの持ち主で、何かと感情任せな他のメンバーへのツッコミ役になる事もしばしばあった。クリス王子は登場しないため、彼と結ばれる展開はない。終盤にはディアスと共にミカエル、ハニエルを倒した。

アシュトン・アンカース
洞窟で見つけた古文書に双頭龍の事が書かれている設定となった為、登場までの経緯が若干変わっている。原作と異なり、払い落しで向かう場所がラスガス山脈からラクール大陸に変更されており、クロード達がラクール大陸に向かうのもギョロとウルルンの払い落しの為と言う事になっている。その途中でプリシスと出会い、彼女の言葉を受けてクロード達に「一緒に旅がしたかっただけ」という本心を打ち明ける事を決意した。プリシスへの好意は他媒体と同様。最終決戦ではプリシス、ボーマン、レオンと共にサディケル、カマエル、ラファエルを倒した。

プリシス・F・ノイマン
クロードやレナと友達になった事から一行に加わる。ラスガス山脈にて崖から落ちたアシュトンを助け、彼にギョロとウルルンが既に仲間である事を訴えた。また、アシュトンから好意を向けられるのも満更でもない様子を見せる。

ボーマン・ジーン
ラクールホープ完成の知らせを受けた際に初登場し、家の壁を壊したプリシスを捕まえて説教しようとした所をクロード達と出会う。共にラクールに向かい、そのまま成り行きで同行する事になる。

ディアス・フラック
エル大陸にてクロードにレナの事を任せ、「俺は死んでも誰も悲しまない」と一人で戦い続ける道を選ぼうとするが、レナに平手打ちを受けて考えを改め、クロードの事も「手のかかる弟が増えた」として仲間に加わる。

レオン・D・S・ゲーステ
ゲームと違って両親の生存はすぐに明らかになる。クロード達より少し後に救助されてレオンと再会するが、レオン自身はクロード達の力になるべく両親と別れて彼等に同行する。

ノエル・チャンドラー
エナジーネーデに飛ばされてきたクロード達を介抱し、以後は同行者となる。十賢者の正体やネーデの真実の歴史は初めから知っていた模様で、エナジーネーデの消滅も早い段階から受け入れていたが、ナールによってチサトと共に脱出させられた。

チサト・マディソン
スクープのためにクロード達の追跡取材をしていたが、徐々に彼等に共感し、傍観するのではなく自分に出来る事をする為に協力する。真実を隠す報道に怒り、ファンシティでの十賢者襲撃の際には住民達に事実を訴えるも逆にパニックを引き起こしてしまい、後悔する。しかしそれがネーデ人の決起を促し、フィーナルの入り口を開く結果ともなった。ナールからネーデの末路を聞かされた事で苦悩するが、実母の後押しを受けてノエルと共にクロード達の元へ駆け付け、身を挺してガブリエルの攻撃からクロード達を庇った。

アレン・タックス
同じくクロードとの戦いになるが、フェイズガンでは彼を殺してしまうと使用を躊躇ったクロードは肉弾戦を挑み、ナイフを落とす事には成功するも石の影響で怪力化したアレンに締め上げられる。その隙にレナがナイフを拾って石を砕いた事で正気に戻った。カバー裏表紙の四コマ漫画ではお見合いに辟易するセリーヌに、「最近フられた、財力のあるちょっとヘタレな男性」として（フった本人であるレナから）紹介される。

ナール・クロニック
エナジーネーデ到着後、ノースシティで十賢者に追い詰められていたクロード達の危機を救う。その後、エクスペル復活の方法を示し、十賢者の討伐を依頼する。最終決戦では「ネーデの罪」として過去のネーデと十賢者の真実を語った。それに伴い、ネーデ到着時に知る偽りの歴史は彼に聞かされるのではなく、ノースシティの図書館で調べる形に変更されている。

ガブリエル
ほぼ完全にランティスに意識を支配されており、その狂気に操られる傀儡と化している。しかし、最終決戦では自身の意思でランティスに抵抗し、クロードとレナに勝機を与えた。最期は本来の人格が表層化し、人の心の温かさを知った事で安らかに息を引き取った。

ルシフェル
シンに代わってエル大陸に向かう途中のクロード達の前に現れ、ラクールホープを破壊すると共にその圧倒的な力を見せつけた。終盤では暴走する以前のネーデの守護者であった十賢者達が描かれ、その中でガブリエルの完成を心待ちにしているような表情をしていた。クロードとレナがガブリエルと最終決戦を繰り広げる中に乱入し、漁夫の利によって双方を始末しようとしたがガブリエル（フィリア）の反撃で倒される。しかし、宇宙を滅ぼそうとするガブリエル（ランティス）の狂気を前に自分たち十賢者の使命を思い出し、他の十賢者と共にガブリエルの暴走を止めるために奮起する。

ミカエル
暴走する以前にザフィケル達と共に民間人を守って戦っていた姿が描かれている。

ハニエル
ルシフェルとミカエルと共に立ち塞がり、ディアスとセリーヌのペアと戦う。ルシフェルが姿を消した後に敗れるが、最後は他の十賢者と共に使命を思い出し、ガブリエル（ランティス）に立ち向かった。また、暴走する以前にサディケル達に反乱軍の情報を集めるように指示を出している様子も描かれた。
サディケル
アシュトン、プリシス、ボーマン、レオンの4人にカマエル、ラファエル共々倒される。暴走する以前はネーデの為に尽力する事に喜びを感じていた。

ザフィケル
死の間際に自分達が「人によって作られた兵器」である事を語る。

ロニキス・J・ケニー
クロードとの別れのシーンが最後の出番であり、カルナスが撃沈される下りが無くなっているため生存している。

フィリア
クリクに行かない為、ラクールへのモンスターの襲撃を予言していた。生前は父を慕う少女だったが、ガブリエルの完成間近で開発に没頭する父のために花を摘みに行った際に、反乱軍の爆撃で死亡したとされる。ランティスの意識が眠りに就いた時のみ姿を実体化できるが、自ら命を絶つことが出来ないようにプログラムされている。最終決戦にてガブリエルがルシフェルの不意打ちで気絶した際に現れ、クロード達に父を止めるように懇願するが、直後にガブリエル（ランティス）に人格データを消去された後は天使の姿となった。しかし、既に意識が無いにもかかわらず父の横暴を前に涙を流し、敗北後は表層化したガブリエル本来の人格に人の心の温かさを教えて共に消えていった。

ランティス
ほぼ完全にガブリエルの身体を制御している。かつては純粋に平和目的で十賢者を開発していたが、それは誰よりも愛するフィリアのいるネーデを守るためであった。しかし、そのフィリアが死亡したことで「フィリアのいない宇宙を滅ぼす」という狂気に憑りつかれることになる。生前の容姿は相応に歳は重ねているが、ガブリエルに似ていた。フィリアがクロード達に父を倒すように訴えると、直後に自らフィリアの人格を消去し、最終破壊兵器の本領を発揮したガブリエルの力でクロード達や使命を思い出した十賢者達をも圧倒する。最後はガブリエル本来の人格の抵抗に遭い、クロードとレナが発現させた本物の「光の剣」によって倒された。

シン
本人自体は登場せず、ラクール軍の船が襲撃されるシーンでは代わりにルシフェルが一行を敗北に追い込む。

### その他
テレビアニメ版
2001年4月から2001年9月まで放送されていた。東まゆみ版の漫画をベースとしているが、終盤の展開などは違いがある。
CDコレクション
イラスト：東まゆみ
スターオーシャン セカンドストーリー 船上の受難者
スターオーシャン セカンドストーリー 2 深き夜の王
スターオーシャン セカンドストーリー 3 約束の小さな瞳
イラスト集
Treasure―スターオーシャンセカンドストーリー
東まゆみの「スターオーシャンセカンドストーリー」のイラスト集。描き下ろしを含め、60点余りを集める。ドローイングやそれぞれの作品に対するコメントもついている。
小説
長編小説 - 著：梅村崇・百武星男 エニックス文庫
スターオーシャン セカンドストーリー 上巻 エクスペル彷徨
スターオーシャン セカンドストーリー 下巻 エナジーネーデ解体
短編集 - 著：霧海正悟 エニックス文庫
スターオーシャン セカンドストーリー プライベートアクションリミックス
スターオーシャン セカンドストーリー PAブーツレッグ
ドラマCD
スターオーシャン セカンドストーリー
スターオーシャン セカンドストーリー 2